# Марченко, Иван Дмитриевич
Иван Дмитриевич Марченко (8 октября 1929, с. Шелудьково, Валковский район, Харьковский округ, Украинская ССР — 2 марта 2017, Бахмут, Донецкая область, Украина) — советский и украинский организатор промышленного производства, руководитель ряда промышленных предприятий Украины. Кавалер знака «Шахтёрская слава» трех степеней.

## Биография
В 1954 г. окончил Харьковский политехнический институт им. В.И. Ленина по специальности «инженер-механик».
Трудовую деятельность начал технологом кузнечного цеха Торецкого завода им. 50-е летия Советской Украины в г. Дружковки Донецкой области, работал на должностях начальника цеха и секретаря парткома. С 1973 по 1997 г. — директор Артёмовского машиностроительного завода «Победа труда» (впоследствии — ЗАО Машиностроительный завод «ВИСТЕК»). Под его руководством проходили реконструкция, модернизация, строительство новых цехов и жилых комплексов, базы отдыха, детского оздоровительного лагеря, дворца культуры, детского сада, заводских столовых, обеспечение трудящихся лечением и отдыхом на берегу Азовского моря в г. Бердянске.
Избирался депутатом Артёмовского городского совета, депутатом Верховной рады Украины 1-го созыва. Входил в группу «Промышленники». Был членом Комиссии Верховной рады по вопросам строительства, архитектуры и жилищно-коммунального хозяйства.
Более 10 лет возглавлял Артёмовский городской совет ветеранов.

## Награды и звания
- орден «Знак Почёта»
- орден Дружбы народов
- орден Октябрьской революции
- юбилейная медаль «За доблестный труд (За воинскую доблесть). В ознаменование 100-летия со дня рождения Владимира Ильича Ленина»
- Заслуженный машиностроитель Украины
- тремя золотыми и двумя серебряными медалями ВДНХ СССР
- знак «Шахтёрская слава» трёх степеней
- знаком «Отличник народного образования Украины»
- знаком «Отличник здравоохранения СССР»

Почётный гражданин г. Бахмут.